# Cloniophorus curvatoplicatus
Cloniophorus curvatoplicatus là một loài bọ cánh cứng trong họ Cerambycidae.